# Sterling Sharpe
Sterling Sharpe (* 6. April 1965 in Chicago, Illinois) ist ein ehemaliger US-amerikanischer American-Football-Spieler auf der Position des Wide Receivers. Er spielte bei den Green Bay Packers in der National Football League (NFL).

## College
Sharpe wuchs bei seiner Großmutter in Georgia zusammen mit seinem jüngeren Bruder Shannon Sharpe, einem der besten Tight Ends der NFL Geschichte, auf. Er besuchte dort die High School und spielte neben Football auch Basketball und war ein erfolgreicher Leichtathlet. Als Weitspringer hielt er in Georgia den Landesrekord in seiner Altersklasse. Auf der High School in Glennville wurde Sharpe als Quarterback, Linebacker, Kickoff-Returner und Runningback eingesetzt. Sharpe, der immer wieder durch Verletzungen geplagt wurde, ignorierte diese regelmäßig und spielte trotzdem.
1985 erhielt er ein Stipendium der University of South Carolina in Columbia und graduierte im Jahr 1987 im Fach interdisciplinary studies. Er spielte in dieser Zeit als Wide Receiver für die South Carolina Gamecocks und verbesserte die Rekorde seines Colleges während seines Studiums auf 169 Passfänge mit einem erzielten Raumgewinn von 2.497 Yards sowie 17 Touchdowns.

## Profizeit
In der NFL Draft 1988 wurde Sharpe von den Packers in der ersten Runde an sechster Stelle ausgewählt. Bereits in seinem ersten Jahr erhielt er regelmäßig Einsatzzeit und wurde immer von Quarterback Don Majkowski angespielt. Die Packers unter Coach Lindy Infante waren zu diesem Zeitpunkt ein Team aus der unteren Tabellenhälfte. Die Mannschaft konnte sich in den nächsten Jahren nicht wesentlich steigern, obwohl Sharpe sich aufgrund seiner Fangsicherheit und seiner Schnelligkeit schnell zu einem der besten Wide Receiver in der NFL entwickelte. 1992 erfolgte dann die Verpflichtung von Brett Favre von den Atlanta Falcons, gleichzeitig ersetzte Mike Holmgren Infante als Trainer. Dem genialen Spielmacher Favre gelang es immer wieder Sharpe mit seinen genauen Pässen in das Spiel einzubinden. 1993 konnte die Mannschaft erstmals mit Sharpe und Favre in die Play-offs einziehen. Die Mannschaft schied im zweiten Spiel nach einer 27:17-Niederlage gegen die Dallas Cowboys aus. 1994 erfolgte erneut der Einzug in die Play-offs und das nochmalige Ausscheiden gegen die Cowboys in der zweiten Runde, diesmal nach einer 35:9-Niederlage.
In der Saison 1994 erlitt Sharpe eine Genickverletzung und musste daraufhin nach lediglich sieben Spielzeiten seine Laufbahn beenden. Sharpes individuelle Leistungen waren während seiner kurzen Karriere überragend. Insgesamt erzielte er 65 Touchdowns, wobei er 1992 und 1994 mit 13 bzw. 18 Touchdowns die jeweilige Saisonbestleistung aller Passempfänger erzielen konnte. Insgesamt konnte er in seiner Laufbahn in der Regular Season 595 Pässe für einen Raumgewinn von 8.134 Yards fangen.

## Ehrungen
Sharpe spielte fünfmal im Pro Bowl, dem Abschlussspiel der besten Spieler einer Saison. Er ist Mitglied in der Green Bay Packers Hall of Fame. Sein Bruder Shannon, der insgesamt dreimal den Super Bowl gewinnen konnte, überreichte ihm seinen ersten Meisterschaftsring als Anerkennung. 2014 wurde er in die College Football Hall of Fame aufgenommen. 2025 wurde er in die Pro Football Hall of Fame aufgenommen.

## Nach der Karriere
Sharpe arbeitet als Fernsehmoderator und Footballanalyst.

## Quelle
- Jens Plassmann: NFL – American Football. Das Spiel, die Stars, die Stories (= Rororo 9445 rororo Sport). Rowohlt, Reinbek bei Hamburg 1995, ISBN 3-499-19445-7.